# Charles Thomas Kowal
Charles Thomas Kowal (Buffalo, 8 novembre 1940 – Cinebar, 28 novembre 2011) è stato un astronomo statunitense.
Kowal scoprì due lune di Giove: Leda nel 1974 e Temisto nel 1975, sebbene la seconda fu persa e non più riscoperta fino al 2000.
Scoprì inoltre l'inusuale asteroide/cometa 2060 Chiron nel 1977.
Oltre a Chiron scoprì o coscoprì un buon numero di altri asteroidi, incluso il degno di nota asteroide Aten 2340 Hathor; gli asteroidi Apollo 1981 Midas, 2063 Bacchus, 2102 Tantalus, e (5660) 1974 MA; gli asteroidi Amor (4596) 1981 QB e (4688) 1980 WF; e gli asteroidi troiani 2241 Alcathous e 2594 Acamas.
Kowal scoprì anche 83 supernovae in altre galassie, e scoprì o coscoprì alcune comete, incluse le comete periodiche 99P/Kowal, 104P/Kowal, 134P/Kowal-Vávrová, 143P/Kowal-Mrkos, 158P/Kowal-LINEAR e Chiron con la designazione cometaria 95P/Chiron.
Kowal vinse la Medaglia James Craig Watson nel 1979.

## Asteroidi scoperti
Kowal ha scoperto o coscoperto 19 asteroidi:
| Asteroide        | Designaz. provv. | Data della scoperta | Coscopritore/i      |
| ---------------- | ---------------- | ------------------- | ------------------- |
| 1876 Napolitania | 1970 BA          | 31 gennaio 1970     |                     |
| 1939 Loretta     | 1974 UC          | 17 ottobre 1974     |                     |
| 1981 Midas       | 1973 EA          | 6 marzo 1973        |                     |
| 2060 Chiron      | 1977 UB          | 18 ottobre 1977     |                     |
| 2063 Bacchus     | 1977 HB          | 24 aprile 1977      |                     |
| 2102 Tantalus    | 1975 YA          | 27 dicembre 1975    |                     |
| 2134 Dennispalm  | 1976 YB          | 24 dicembre 1976    |                     |
| 2241 Alcathous   | 1979 WM          | 22 novembre 1979    |                     |
| 2340 Hathor      | 1976 UA          | 22 ottobre 1976     |                     |
| 2594 Acamas      | 1978 TB          | 4 ottobre 1978      |                     |
| 2629 Rudra       | 1980 RB1         | 13 settembre 1980   |                     |
| 3163 Randi       | 1981 QM          | 28 agosto 1981      |                     |
| 3924 Birch       | 1977 CU          | 11 febbraio 1977    | Edward L. G. Bowell |
| 4312 Knacke      | 1978 WW11        | 29 novembre 1978    | Schelte J. Bus      |
| 4596 -           | 1981 QB          | 28 agosto 1981      |                     |
| 4688 -           | 1980 WF          | 29 novembre 1980    |                     |
| 5660 -           | 1974 MA          | 26 giugno 1974      |                     |
| 24617 -          | 1978 WU          | 29 novembre 1978    | Schelte J. Bus      |
| 73669 -          | 1981 WL2         | 25 novembre 1981    |                     |